# Hydnoroideae

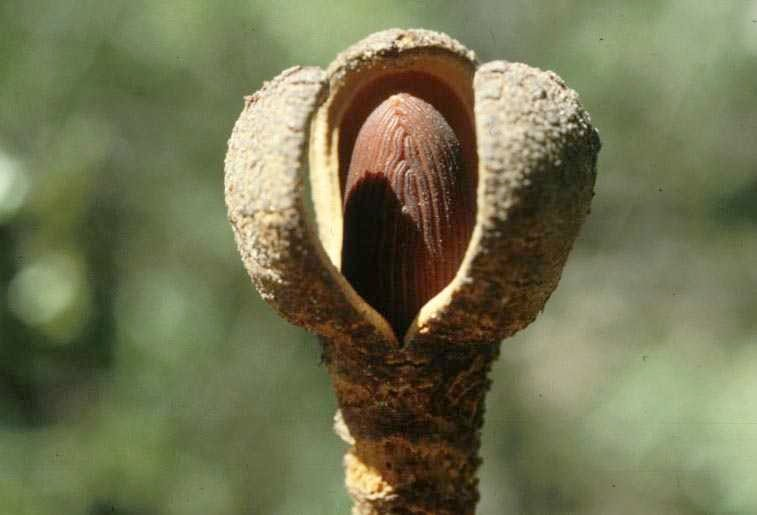
Prosopanche americana virága

A Hydnoroidea a borsvirágúak (Piperales)  rendjébe sorolt farkasalmafélék (Aristolochiaceae) családjának egyik alcsaládja két nemzetséggel. Sokáig Hydnoraceae néven önálló családnak tekintették és az óriásvirágúak (Rafflesiales) rendjébe sorolták. Ez a rend parafiletikusnak bizonyult, és három családját különböző rendekbe sorolták át.

## Származásuk, elterjedésük
A névadó Hydnora nemzetség fajai Afrika trópusi részén és attól délre, valamint az Arab-félszigeten és Madagaszkáron élnek. A Prosopanche nemzetség Dél-Amerikában, konkrétan Paraguayban és Argentínában terjedt el.

## Megjelenésük, felépítésük
Vegetatív szerveik szélsőségesen redukáltak: nincs levelük (még pikkellyé redukált formában se). Száruk egy föld alatti, rizomatoidnak (azaz rizómára hasonlítónak) nevezett szervvé módosult; ebből nyúlnak a gazdanövénybe a gyökárszerű nyúlványok. A föld felszíne fölé csak nagy, négyszirmú virága emelkedik; a kétivarú virágok többnyire élénk színűek.

## Életmódjuk, termőhelyük
Olyan endoparaziták, amelyek más növények gyökerein élősködnek — a Hydnora fajok főleg a
- pillangósvirágúakon (Fabaceae)
- akáciákon (Acacia) és
- kutyatejféléken (Euphorbiaceae);

a Prosopanche fajok a mimózaformák (Mimosoideae) alcsaládjába sorolt aszályfa (Prosopis) nemzetségen; tudományos nevüket is erről kapták..
Nem tartalmaznak klorofillt, tehát nem is fotoszintetizálnak; minden tápanyagot a gazdanövénytől szívnak el. A fejlődő bimbó a föld színe fölé emelkedik, és ott nyílik. A virágokat bogarak porozzák be.
Egyes fajaik hőtermelők.